# Дубровін Олександр Віталійович
Дубровін Олександр Віталійович (нар. 25 червня 1981 р., м. Ростов-на-Дону, Російська РФСР) — український банкір, член Правління та перший заступник Голови Правління «Укргазбанку».

## Походження та навчання
Олександр Дубровін народився 25 червня 1981 року у місті Ростов-на-Дону, Ростовської області.
У 2002 році він закінчив Кременчуцький державний політехнічний університет за спеціальністю «Облік і аудит». Спеціаліст.

## Кар'єра
Олександр Дубровін розпочав працювати ще під час навчання в університеті, обіймана посада — бухгалтер, у АТ "ТРЕСТ""ПІВДЕНАТОМЕНЕРГОБУД" з липня 2000 року до листопада 2002 року.
Після завершення університету розпочав кар'єру в банківській сфері, обіймав посаду економіста у відділі кредитування «ПриватБанку» в 2002–2004 рр. Потім близько півроку працював головним економістом відділення «Укрексімбанку» в Кременчуці.
З червня 2004 року до жовтня 2005 року — Начальник відділу корпоративного кредитування філії Банку «Фінанси та кредит» у Полтавській області.
Згодом, до травня 2007 року обіймав посаду начальника кількох різних відділів у філії «Придніпровське регіональне управління» та банку «Фінанси та Кредит».
У травні 2007 року Олександр Дубровін перейшов на державну службу, обійнявши посаду заступника директора департамента Державної іпотечної установи. З травня 2009 року — начальник відділу управління ризиками, а з липня 2010 — заступник директора департаменту з питань участі держави у капіталізації банків Міністерства фінансів України.
У 2009–2011 рр. брав активну участь у забезпеченні входження держави в капітал проблемних фінансових установ: Родовідбанку, Укргазбанку та банку «Київ» під час світової фінансової кризи 2008–2009 рр.
У той же час представляв інтереси держави у всіх трьох фінустановах — був членом їх спостережних рад.
У лютому 2011 року повернувся до банківської сфери, обійнявши посаду фінансового директора та радника Голови Правління «Терра Банку».
Олександр Дубровін також з листопада 2011 до травня 2014 року працював на посаді заступника директора Генерального департаменту банківського нагляду Національного банку України.
Після цього був радником міністра фінансів України з питань розробки методично-нормативної бази врегулювання проблемних банківських установ.
У жовтні 2014 року Олександр Дубровін приєднався до команди "Укргазбанку" — зайняв посаду заступника голови правління-фінансового директора.
У 2015 році брав участь у успішному проведенні першого в Україні застосування інструменту P&A (purchase and acquisitions) банку «Київ» та визначенні стратегії розвитку фінансової установи за моделлю green-banking у партнерстві з Міжнародною фінансовою корпорацією (IFC).
Під час націоналізації «ПриватБанку» у 2016–2017 рр, працював там Першим заступником Голови Правління, членом Правління. Відповідав за найбільш критичні на той час аспекти роботи: фінансову стабільність установи та роботу системи управління ризиками.
У 2017 році повернувся до «Укргазбанку» на попередню посаду.
У цей час банком було реалізовано значну частину Засад стратегічного реформування державного банківського сектора у частині щодо Укргазбанку .
11 листопада 2019 року Міжнародна фінансова корпорація (IFC), яка входить до групи Світового банку, затвердила кредитну угоду з українським Укргазбанком, що дозволить йому отримати частку акцій банку.
Нині Олександр Дубровін обіймає посаду першого заступника Голови Правління «Укргазбанку» та входить до складу Правління «Укргазбанку». CFO банку.

## Досягнення
У рейтингу «50 провідних банків України 2017» у номінації «Найкращий фінансовий директор банку» Олександр Дубровін посів п'яте місце.
11 липня 2019 року Державний «Укргазбанк» став першим українським банком, що отримав відзнаку європейського фінансового видання Euromoney.

## Особисте життя
Одружений, виховує доньку.
Захоплюється великим тенісом.